# Pouldergat
Pouldergat település Franciaországban, Finistère megyében. Lakosainak száma 1213 fő (2022. január 1.). Pouldergat Douarnenez, Gourlizon, Guiler-sur-Goyen, Le Juch, Landudec, Mahalon és Poullan-sur-Mer községekkel határos.

## Népesség
A település népességének változása:
| Lakosok száma | 1114 | 1304 | 1311 | 1246 | 1230 | 1218 | 1211 | 1213 | 1214 | 1213 |
|               | 1968 | 1982 | 1990 | 2006 | 2013 | 2015 | 2017 | 2019 | 2020 | 2022 |